# Plukenetia
Plukenetia é um género botânico pertencente à família Euphorbiaceae.
Plantas encontradas desde a África até à Malàsia.

## Sinonímia
| - Accia A.St.-Hil. - Angostylidium (Müll.Arg.) Pax & K.Hoffm. - Apopandra Pax & K.Hoffm. - Botryanthe Klotzsch - Ceratococcus Meisn. - Elaeophora Ducke - Eleutherostigma Pax & K.Hoffm. | - Fragariopsis A.St.-Hil. - Hedraiostylus Hassk. - Pseudotragia Pax - Pterococcus Hassk. - Sajorium Endl. - Tetracarpidium Pax - Vigia Vell. |

## Espécies
Formado por 31 espécies:
| - Plukenetia abutifolia - Plukenetia africana - Plukenetia angustifolia - Plukenetia brachybotrya - Plukenetia buchtienii - Plukenetia carabiasiae - Plukenetia chaponensis - Plukenetia conophora - Plukenetia corniculata - Plukenetia hastata - Plukenetia integrifolia | - Plukenetia lehmanniana - Plukenetia loretensis - Plukenetia macrostyla - Plukenetia madagascariensis - Plukenetia multiglandulosa - Plukenetia occidentalis - Plukenetia penninervia - Plukenetia peruviana - Plukenetia polyadenia - Plukenetia procumbens - Plukenetia scandens | - Plukenetia serrata - Plukenetia sinuata - Plukenetia stipellata - Plukenetia supraglandulosa - Plukenetia tamnoides - Plukenetia verrucosa - Plukenetia volubilis - Plukenetia warmingii - Plukenetia zenkeri |

## Classificação do gênero
| Sistema | Classificação                      | Referência              |
| ------- | ---------------------------------- | ----------------------- |
| Linné   | Classe Monoecia, ordem Monadelphia | Genera plantarum (1754) |